# Mona-Lisa-Turm

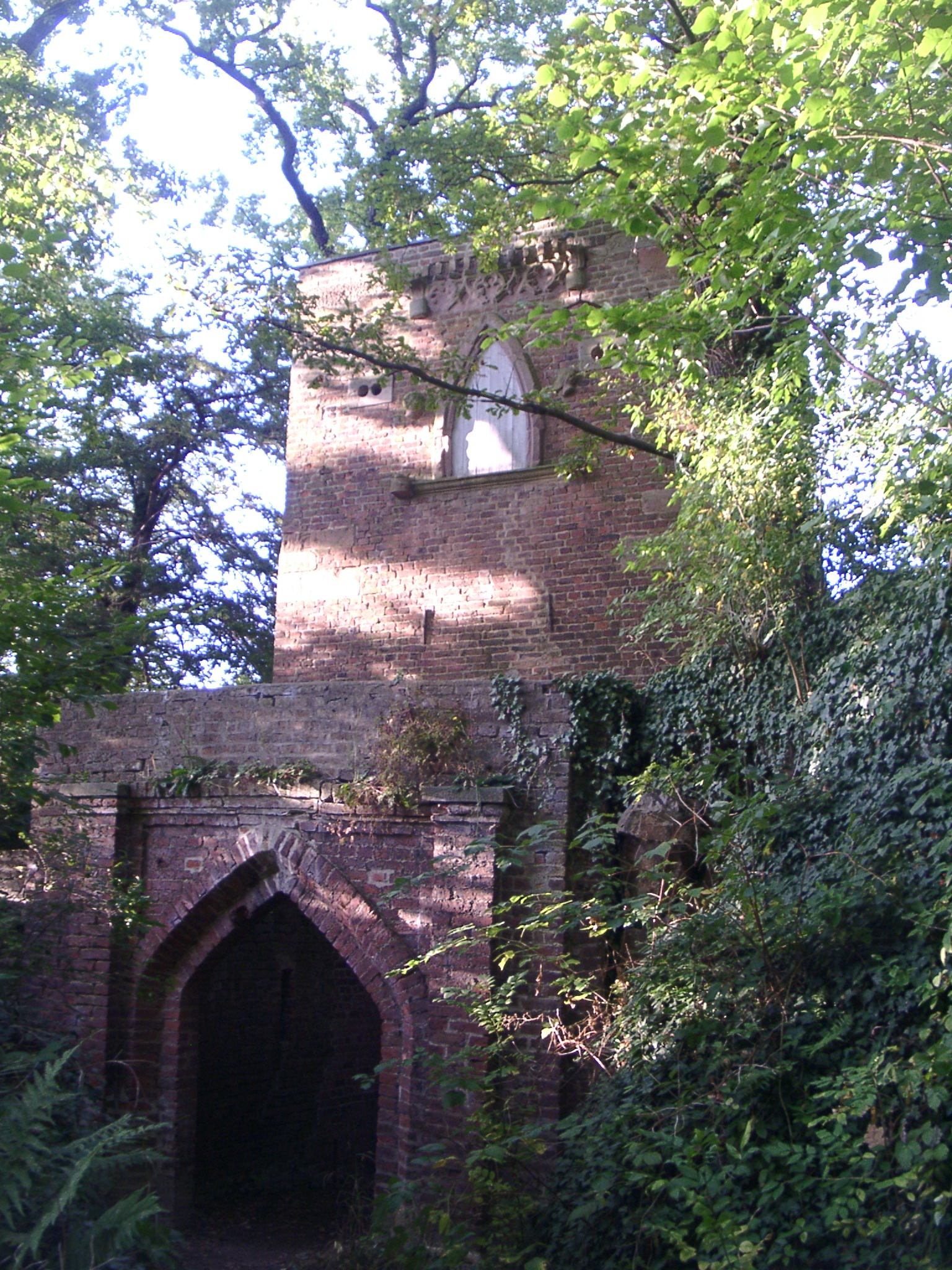
Der Mona-Lisa-Turm

Der Mona-Lisa-Turm im Schillingspark befindet sich im Dürener Stadtteil Gürzenich in Nordrhein-Westfalen, Schillingsstraße 331.
Der Mona-Lisa-Turm steht im Schillingspark. Er wurde Anfang bis Mitte des 19. Jahrhunderts erbaut. Der kleine rechteckige Turm ist aus Backstein- und Bruchsteinmauerwerk erbaut worden. In ihm wurden Architekturteile aus Sandstein der ehemaligen Burg Gürzenich verbaut, unter anderem ein Sturzstein mit der Jahreszahl 1555.
Das Bauwerk ist unter Nr. 6/001a in die Denkmalliste der Stadt Düren eingetragen.